# Pittem
Pittem és un municipi belga de la província de Flandes Occidental a la regió de Flandes. Està compost per les seccions de Pittem i Egem.

## Localització

Mapa de Pittem

| - a. Tielt - b. Meulebeke - c. Ardooie - d. Koolskamp (Ardooie) - e. Zwevezele (Wingene) - f. Wingene |

## Personatges il·lustres
- Ferdinand Verbiest (1623-1688), jesuïta, astrònom i missioner a la Xina.
- Félix De Muelenaere (1793-1862), polític catòlic belga.